# Crepidomanes intramarginale
Espèce
Répartition géographique
Statut de conservation UICN

 LC  : Préoccupation mineure
Crepidomanes intramarginale est une fougère épiphyte d'Asie appartenant à la famille des Hyménophyllacées.
Nom chinois : 缘内假脉蕨

## Description
Cette espèce a été prise comme espèce type du genre, dont elle a donc toutes les caractéristiques :
- une petite taille
- une indusie tubulaire
- un rhizome long et rampant
- l'absence de racines.

Sa principale caractéristique est l'existence de fausses nervures parallèles à la bordure du limbe, à une seule rangée de cellules constituant cette marge. Cette caractéristique est à l'origine de l'épithète spécifique.

## Distribution
Cette espèce, découverte à Ceylan, se trouve dans aussi dans le sud de l'Inde.
Elle est épiphyte, sur des arbres des forêts tropicales humides.

## Historique et position taxinomique
Cette espèce est décrite une première fois dans le genre Trichomanes par William Jackson Hooker et Robert Kaye Greville en 1831 à partir d'un exemplaire (un peu abimé) de Ceylan communiqué par John Lindley.
En 1848, Karel Bořivoj Presl la déplace dans le genre Didymoglossum : Didymoglossum intramarginale (Hook. & Grev.) C.Presl.
En 1851, il lui donne sa place définitive dans le genre Crepidomanes : Crepidlomanes intramarginale (Hook. & Grev.) C.Presl.
En 1933, Edwin Bingham Copeland réalise une description détaillées de l'espèce (qu'il conserve alors dans le genre Trichomanes). En 1938, il revient à la classification de Presl tout en ignorant celle-ci (il crée donc un homonyme illégal).
En 1968, Conrad Vernon Morton la place dans la section Crepidomanes du sous-genre Trichomanes du genre Trichomanes.
Enfin, en 2066, Atsushi Ebihara, Jean-Yves Dubuisson, Kunio Iwatsuki, Sabine Hennequin et Motomi Ito, dans leur travail de révision des Hyménophyllacées, confirment la position de Presl (puis Copeland) en la maintenant dans le genre Crepidomanes de Karel Bořivoj Presl, et la placent comme espèce-type dans le sous-genre Crepidomanes, section Crepidomanes.
Crepidomanes intramarginale appartient au sous-genre Crepidomanes, section Crepidomanes.
Elle compte deux synonymes :
- Didymoglossum intramarginale (Hook. & Grev.) C.Presl
- Trichomanes intramarginale Hook. & Grev.